# Distretto di Changhan
Il distretto di Changhan (in thailandese: จังหาร) è un distretto (amphoe) della Thailandia, situato nella provincia di Roi Et.